# Nowa Katedra Mariacka w Hamburgu
Nowa Katedra Mariacka w Hamburgu (niem. Neuer Mariendom (Hamburg) lub Domkirche St. Marien) jest kościołem arcybiskupim archidiecezji Hamburga w Niemczech. Katedra jest położona w dzielnicy Sankt Georg przy ulicy Danziger Straße.
Wzniesiony w latach 1890-1893 kościół parafialny jest pierwszą od czasów reformacji budowlą katolicką wzniesioną w Hamburgu. Projekt kościoła wykonał architekt Arnold Güldenpfennig z Paderborn. Dwuwieżowa, neoromańska fasada świątyni nawiązuje do katedry w Bremie wskazując przez to na rok 831, kiedy to zostało w Hamburgu założone pierwsze arcybiskupstwo; założycielem zaś był św. Ansgar, który po zniszczeniu miasta przez Duńczyków został właśnie arcybiskupem Bremy.
Po powtórnym erygowaniu arcybiskupstwa w roku 1995 kościół stał się katedrą arcybiskupstwa w Hamburgu i siedzibą Kapituły Metropolitalnej.

## Historia

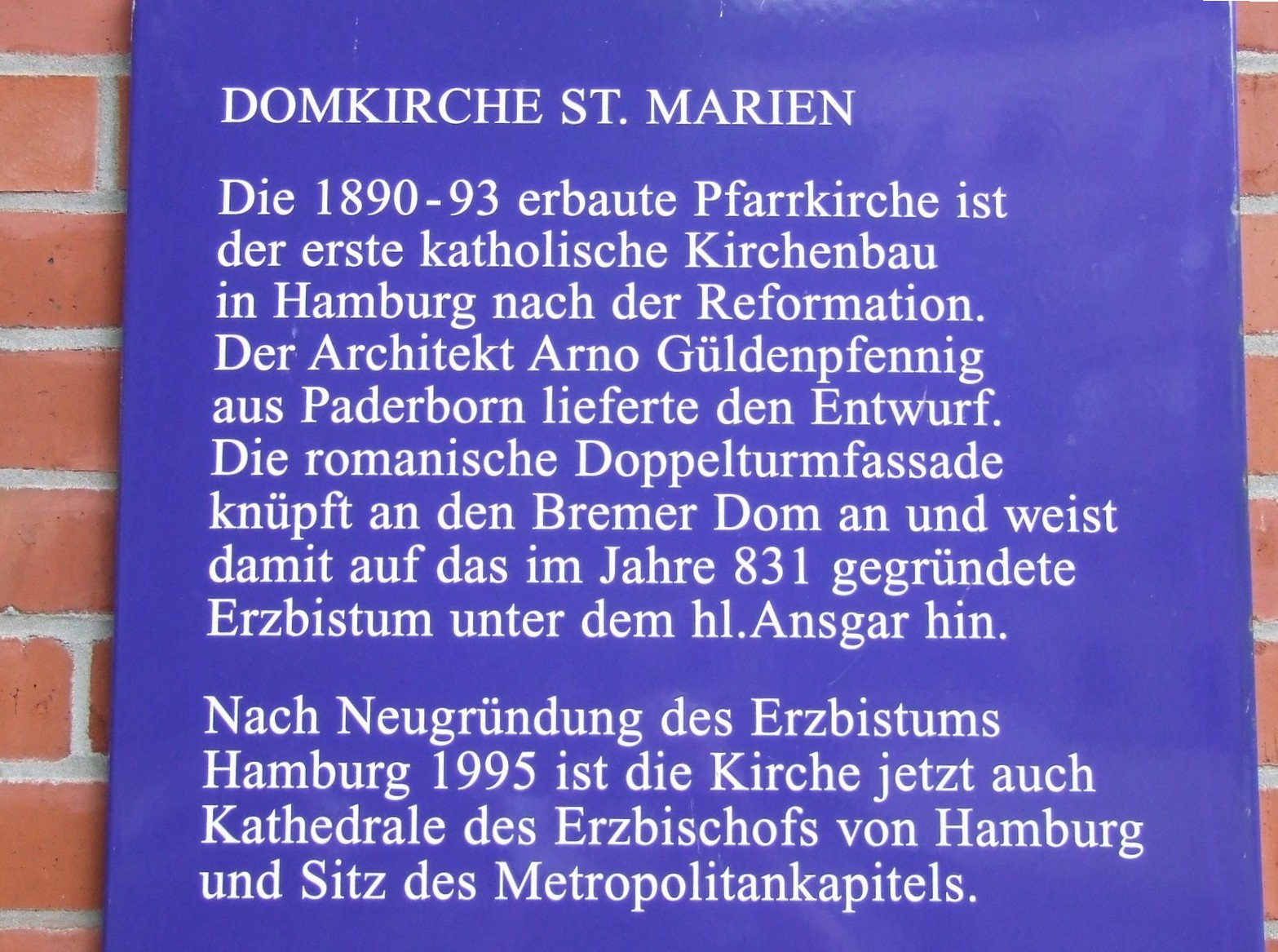
Tablica informacyjna o katedrze przy portalu wejściowym

Na początku XIX wieku w Hamburgu żyło niewielu katolików. Podczas industrializacji i rozbudowy portu liczba katolików znacznie wzrosła, zwłaszcza w dzielnicy St. Georg. W 1861 siostry zakonne założyły tu dom sierot. Na terenie ogródka, obok domu sierot, zaplanowano wybudowanie kościoła. Ludwig Windthorst, jeden z ówczesnych wpływowych polityków chadeckich, apelował w swoim wystąpieniu z 29 grudnia 1887: 
Hamburg to brama Niemiec na świat. Niemcy, którzy tędy wyjeżdżają w świat, tu modlą się po raz ostatni na niemieckiej ziemi. Dlatego powinien on [kościół] nazywać się Mariacki – Stella Maris!.
Architekt diecezjalny z Paderborn, Arnold Güldenpfennig, otrzymał w 1889 zlecenie budowy kościoła. Ówczesny biskup diecezji Osnabrücku Bernhard Höting chciał, aby kościół był zbudowany „w wywierającym spokojne i skromne wrażenie stylu romańskim.” Budowa kościoła trwała 4 lata. Kościół został zbudowany w stylu neoromańskim a jego zachodnia, dwuwieżowa fasada o wysokości 64 m nawiązywała stylem architektonicznym do katedry w Bremie; była ona na tyle wysoka, aby być widoczną z daleka.
28 czerwca 1893 roku gotowa budowla została poświęcona przez biskupa Hötinga i otrzymała wezwanie Najświętszej Marii Panny.
Kościół Najświętszej Marii Panny jest pierwszą budowlą kościelną w Hamburgu od czasów zapanowania reformacji w mieście (od 1517; w 1529 zabroniono odprawiana mszy katolickich) i jest symbolem odrodzenia świadomości katolickiej w diasporze.
Podczas drugiej wojny światowej, a szczególnie w czasie operacji Gomora, zostały zniszczone wszystkie okna w katedrze, część dachu i sklepień. Zniszczeniu uległy też budynki stojące przed kościołem, co umożliwiło ukształtowanie placu kościelnego w formie zachowanej do dziś.
7 stycznia 1995 papież Jan Paweł II powtórnie erygował (po 1100 latach) arcybiskupstwo w Hamburgu, a kościół Mariacki został podniesiony do rangi katedry.
23 kwietnia 2007 z inicjatywy Polskiej Misji Katolickiej poświęcono pomnik papieża Jana Pawła II, ustawiony w okolicach kaplicy św. Ansgara.
Rzeźbę z brązu, której koszt wyniósł ok. 50 000 euro, wykonał artysta plastyk Józek Nowak. Rzeźba papieża ma upamiętniać powtórne erygowanie przez niego arcybiskupstwa w Hamburgu a także jego wysiłki na rzecz kształtowania nowej Europy i pojednania polsko-niemieckiego. Ma być:
„Znakiem wdzięczności dla Człowieka, który zmienił świat na lepsze”
(arcybiskup Werner Thissen)

### Renowacja i modernizacja katedry w latach 2007–2008

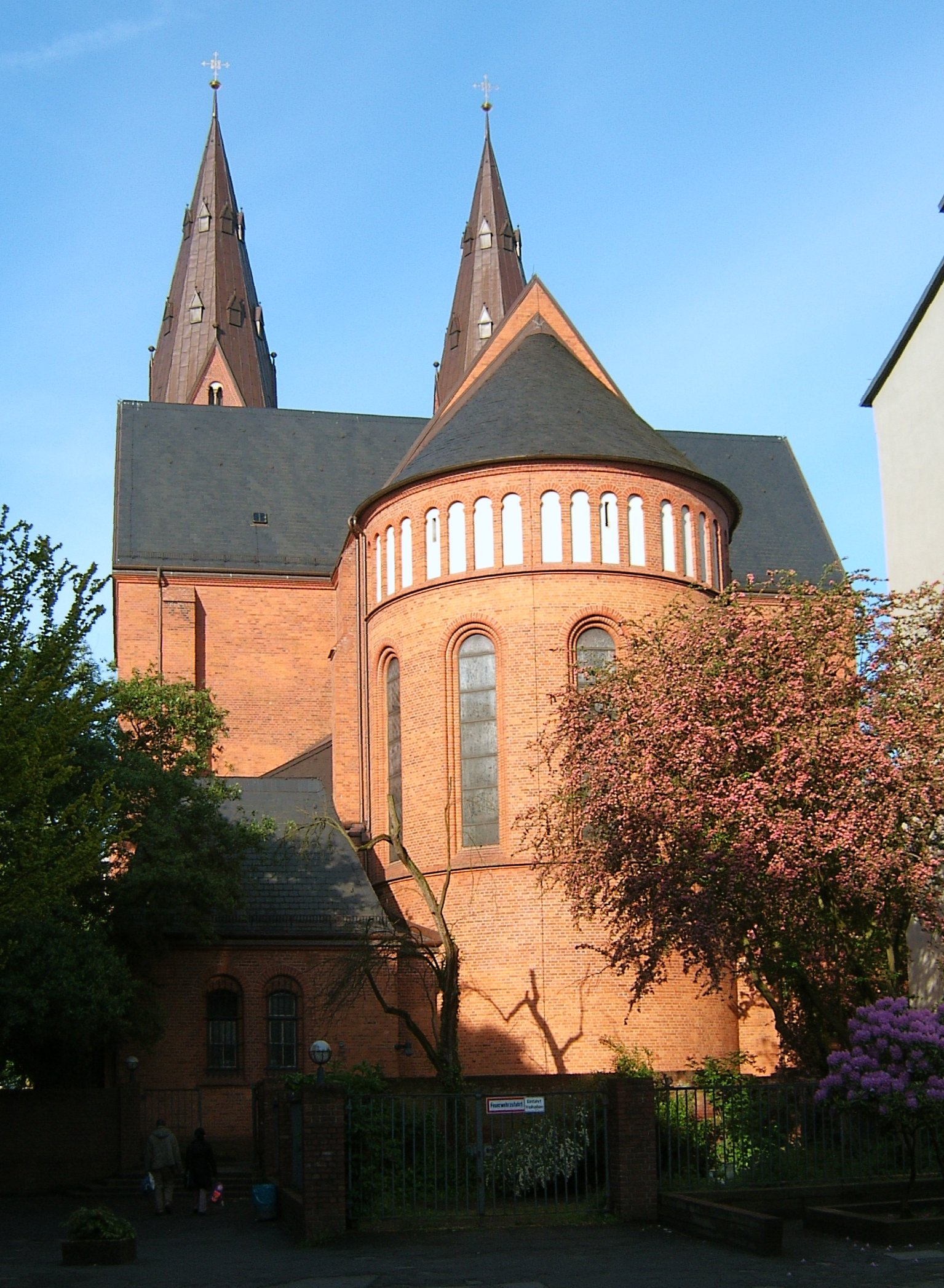
Widok katedry od strony prezbiterium

Od lipca 2007 dotychczasowa budowla została przebudowana i powiększona, żeby sprostać wymaganiom stawianym świątyni o randze katedry. 23 listopada 2008 wraz z poświęceniem ołtarza ponownie otwarto katedrę jako nową katedrę Mariacką. Całkowity koszt przebudowy wyniósł ok. 7,8 mln euro i został pokryty z datków.
Modernizacja miała też na celu uczynienie z katedry centrum katolicyzmu w północnych Niemczech. Nowe ukształtowanie wnętrza katedry jest dziełem kolońskiego artysty Wilhelma Giesa.
Do najważniejszych zmian należy: nowe ukształtowanie przestrzeni wokółołtarzowej z amboną i stallami, dobudowanie atrium z zakrystią i lokalami użytkowymi, nowe portale, położenie kamiennej posadzki, renowacja detali szklarskich, remont i powiększenie organów, odnowienie ławek kościelnych, tynków i wewnętrznych malowideł jak również modernizacja techniczna budowli (ogrzewanie, instalacja elektryczna i oświetleniowa, nowa akustyka).

## Kapituła metropolitalna
Hamburska kapituła katedralna jest równocześnie kapitułą metropolitalną. Funkcjonowanie kapituły jest regulowane postanowieniami konkordatu zawartego 14 czerwca 1929 pomiędzy Prusami a Stolicą Apostolską. Umowa ta, znowelizowana w 1933, obowiązuje również erygowaną w 1995 archidiecezje hamburską i była częścią składową zasadniczych negocjacji w sprawie jej erygowania. Ponieważ okręgi kościelne Alt-Hamburg i Mecklenburg wcześniej nie należały do Prus, musiały najpierw zostać objęte postanowieniami tejże umowy.
Do zwykłych zadań kapituły katedralnej (zajmowanie się uroczystościami liturgicznymi w katedrze, wybór administratora diecezjalnego, doradzanie biskupowi i wspieranie go w kierowaniu diecezją, zarządzanie finansami katedry) doszło jeszcze prawo wyboru biskupa.
Hamburska kapituła katedralna składa się z dziewięciu kapłanów archidiecezjalnych: przełożonego kapituły (proboszcza katedry), obu biskupów pomocniczych, wikariusza generalnego oraz pięciu kapłanów katedralnych. Obecnie kapitułę tworzą: 
1. proboszcz katedry Nestor Kuckhoff (przełożony)
2. kapłan katedralny dr Thomas Benner (zarządzający kancelarią konsystorską)
3. kapłan katedralny Hermann Haneklaus
4. biskup pomocniczy Hans-Jochen Jaschke
5. kapłan katedralny Wilm Sanders
6. wikariusz generalny Franz-Peter Spiza
7. kapłan katedralny Leo Sunderdiek
8. kapłan katedralny Ansgar Thim
9. biskup pomocniczy Norbert Werbs

## Wyposażenie

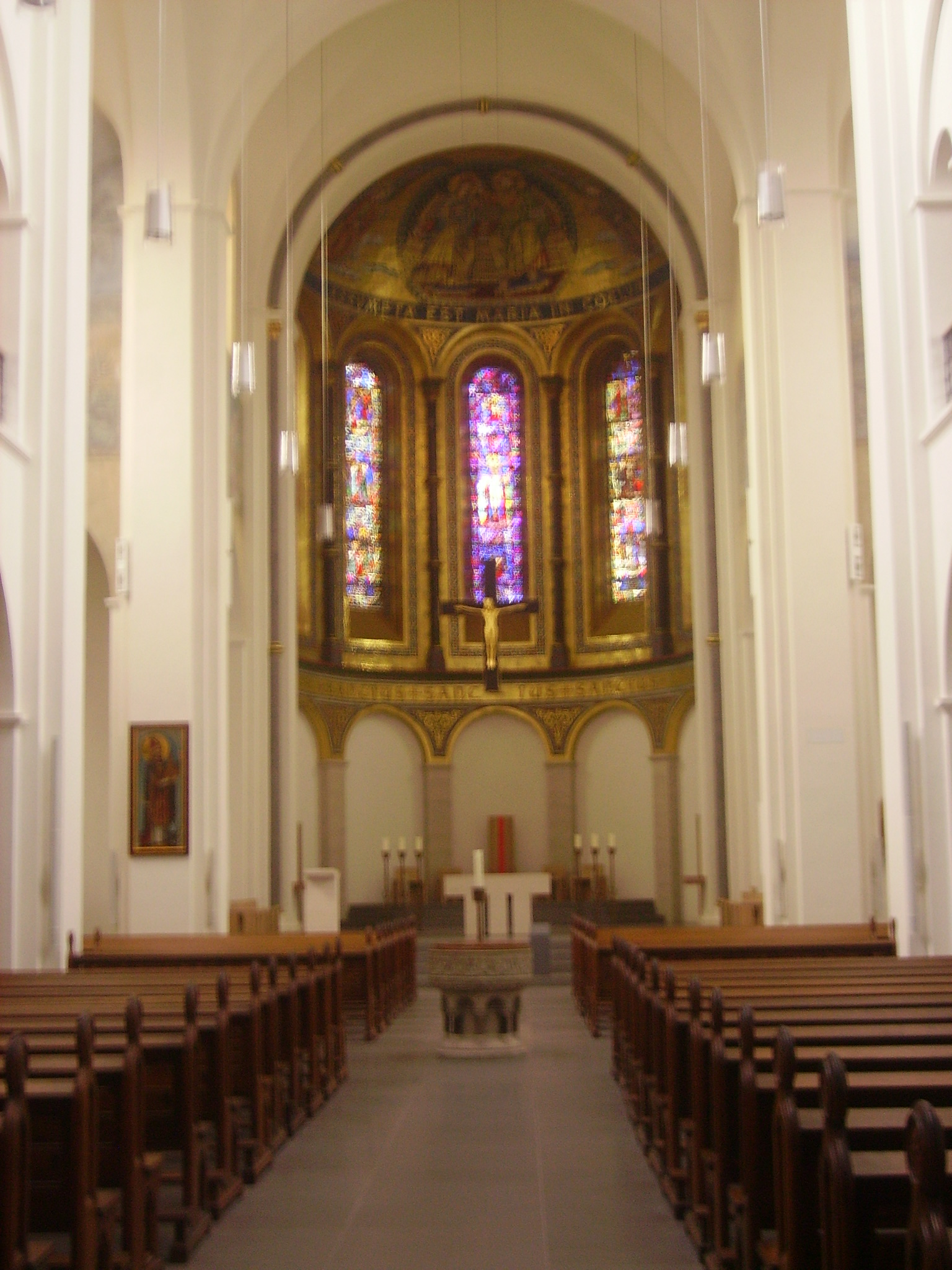
Wnętrze katedry

Jednym z najcenniejszych elementów wyposażenia wnętrza katedry jest neobizantyńska mozaika w apsydzie przedstawiająca Wniebowzięcie Najświętszej Maryi Panny, wzorowana na podobnej mozaice z Bazyliki Matki Bożej Większej w Rzymie.
W apsydzie ustawione są tron biskupi i fotele biskupów pomocniczych. 
Nowoczesne w formie fotele biskupie są zbudowane na planie kwadratu. Fotel arcybiskupa zwany tradycyjnie katedrą ma wyższe oparcie i odróżnia się od pozostałych kolorystyką (czarne siedzenie i oparcie). Pionowy, czerwony pas umieszczony za oparciem oznacza pochodzenie władzy biskupiej ”z góry”, od Chrystusa przedstawionego powyżej, na mozaice.
Za stołem ołtarzowym wisi krucyfiks triumfalny, dzieło rzeźbiarza Heinricha Gerharda Bückera, powstały w 1993, w 100. rocznicę konsekracji katedry. Drzewo krzyża powstało z liczącego 4000 lat czarnego dębu. Umieszczony na nim Chrystus ukazany jest jako Zmartwychwstały, nie Cierpiący, pomimo że ma rozpostarte, przybite do krzyża ramiona. Figura została pozłocona.
W centralnym punkcie prezbiterium ustawiony jest nowoczesny, surowy w formie, wykonany z piaskowca stół ołtarzowy. Wspiera się on na trzech podåporach symbolizujących Trójcę Świętą. Na lewo od stołu ołtarzowego znajduje się tabernakulum, w którym jest przechowywany Przenajświętszy Sakrament. Tabernakulum zbudował w 1964 złotnik Claus Pohl według projektu Reinharda Hofbauera. Dolną jego część tworzy prosta, kamienna stela, zwieńczona u góry dekoracją przedstawiającą rajskie ”drzewo życia” a z tyłu ”ognisty krzew”, w którym Bóg ukazał się Mojżeszowi.
Z prawej strony stołu ołtarzowego znajduje się otwierana płyta nagrobna, dzieło hamburskiej rzeźbiarki Ricardy Wyrwol. Na epitafium widnieją imiona biskupów pogrzebanych w znajdującej się poniżej krypcie, do której można zajrzeć po podniesieniu płyty.
Z prawej strony krypty znajduje się kamień węgielny z 1890, do którego dołączony jest oryginalny dokument z nazwiskami wszystkich 397 000 katolików Hamburga i okolic, podlegających jurysdykcji ówczesnego kościoła Mariackiego.
Na ścianie oddzielającej pomieszczenie tabernakulum od ołtarza odkryto podczas restauracji stare malowidła z 1922, pędzla Eduarda Goldkuhle, przedstawiające życie Maryi. Na bocznych ścianach transeptu przedstawiona jest Droga krzyżowa.
W 11 okien katedry wstawiono nowoczesne w formie witraże dzieło Johannesa Schreitera. Motywem ikonograficznym witraży są dzieje proroka Izajasza.
Neoromańskie malowidła i wyposażenie katedry podlegały od lat 50. XX w. sukcesywnym zmianom, zgodnie z wymogami reformy liturgicznej zaleconej przez Sobór watykański II.

### Organy

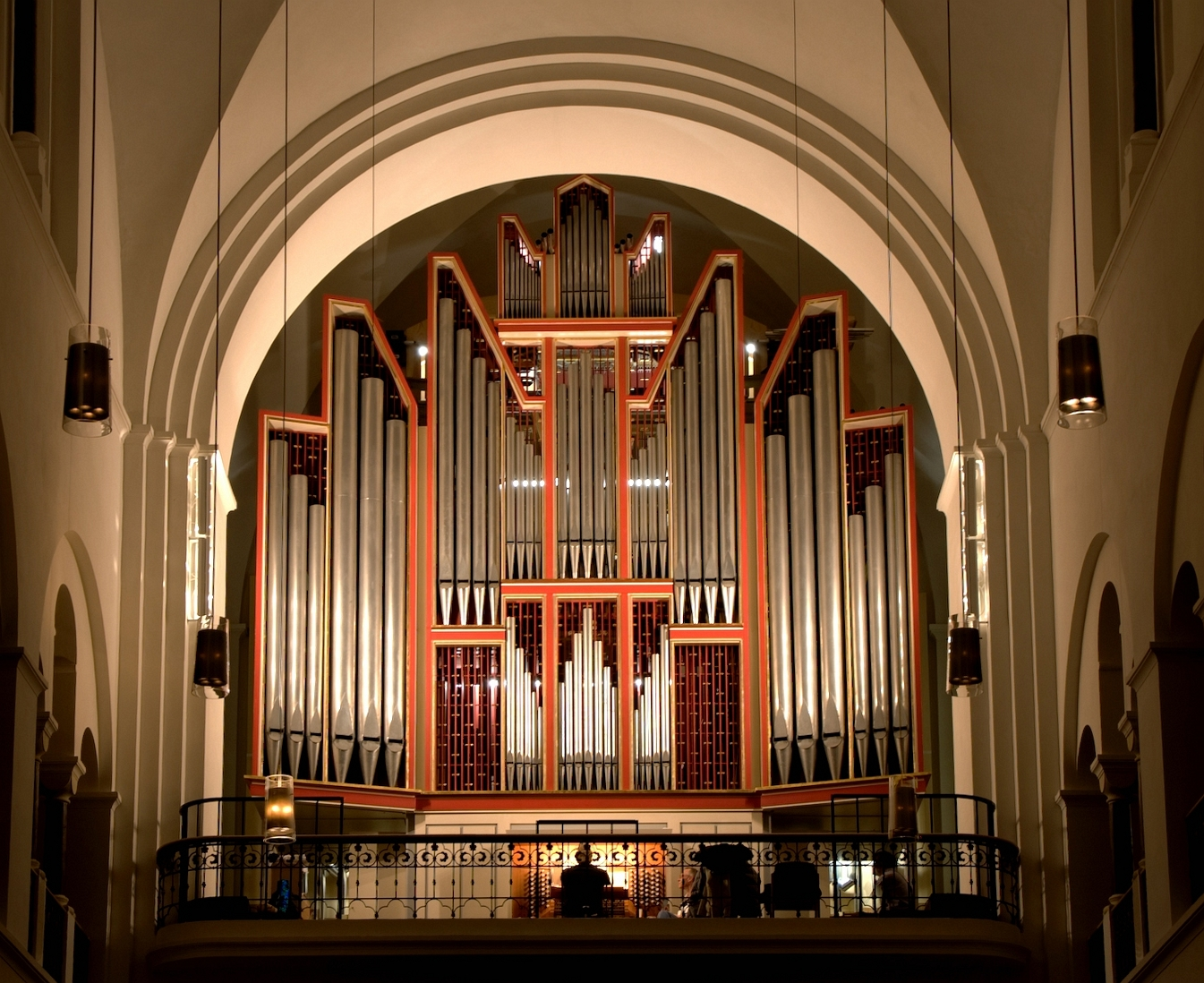
Organy katedralne

Organy w katedrze zbudował w 1966 zakład organmistrzowski Rudolf von Beckerath Orgelbau. Miały one trzy manuały i pedał.
Podczas zakrojonej na szeroką skalę modernizacji katedry również i organy poddano przebudowie i unowocześnieniu. Dodano jeden manuał – Hinterwerk (z funkcją echo) i 1 głos w klawiaturze pedałowej (unterbass 32'); tym samym ilość głosów wzrosła do 65. W podanej dyspozycji nowe głosy zostały oznaczone gwiazdką (*).
Dyrektorem muzycznym w katedrze jest obecnie (2010) Eberhard Lauer.
Organy mają obecnie następującą dyspozycję:
| I Hauptwerk C– | II Schwellwerk C– | III Kronwerk C– | IV Hinterwerk* C– | Pedalwerk C– |
| Prinzipal 16' Oktave 8' Spielflöte 8' Oktave 4' Hohlflöte 4' Quinte 22/3′ Oktave 2' Flachflöte 2' Mixtur VI Zimbel III Trompete 16' Trompete 8' | Gedackt 16' Violprinzipal 8' Gemshorn 8' Schwebung 8' Rohrflöte 8' Oktave 4' Blockflöte 4' Nasat 22/3′ Waldflöte2' Terz13/5′ Septime 11/7′ Mixtur V Englisch Horn 16' Oboe8' Tremulant | Gedackt 8' Quintadena 8' Prinzipal 4' Rohrflöte 4' Oktave 2' Nasat 11/3′ Sifflöte 1' Sesquialtera II Scharf IV Krummhorn 8' Schalmei 4' Tremulant | Flûte allemande* 16' Flûte harmonique* 8' Salicional* 8' Voix célèste* 8' Principal* 4' Fugara* 4' Flûte octaviante* 4' Octavin* 2' Cornett* V 8' Plein jeu* V 2' Trompette harm.* 8' Voix humana* 8' Clairon harm.* 4' Tremulant* | Unterbass* 32' Prinzipal 16' Subbass 16' Quinte 102/3′ Oktave 8' Rohrgedackt 8' Oktave 4' Nachthorn 2' Rauschpfeife III Mixtur VI Posaune* 32' Fagott 32' (*16') Posaune 16' Trompete 8' Trompete 4' |

Połączenia:
- Hauptwerk/Pedal
- Schwellwerk/Pedal
- Kronwerk/Pedal podwójna funkcja: jako cug (cięgło rejestrowe) i tryt (nożnie uruchamiany przyrząd rejestrowy)
- Kronwerk/Hauptwerk
- Schwellwerk/Hauptwerk

Wspomaganie gry:
- 4 wolne kombinacje (wolne kombinacje typu setzer)
- 2 odrębne kombinacje na każdą sekcję
- mechaniczna traktura gry
- elektryczna traktura rejestrowa
- wiatrownica klapowo-zasuwowa

## Plac katedralny

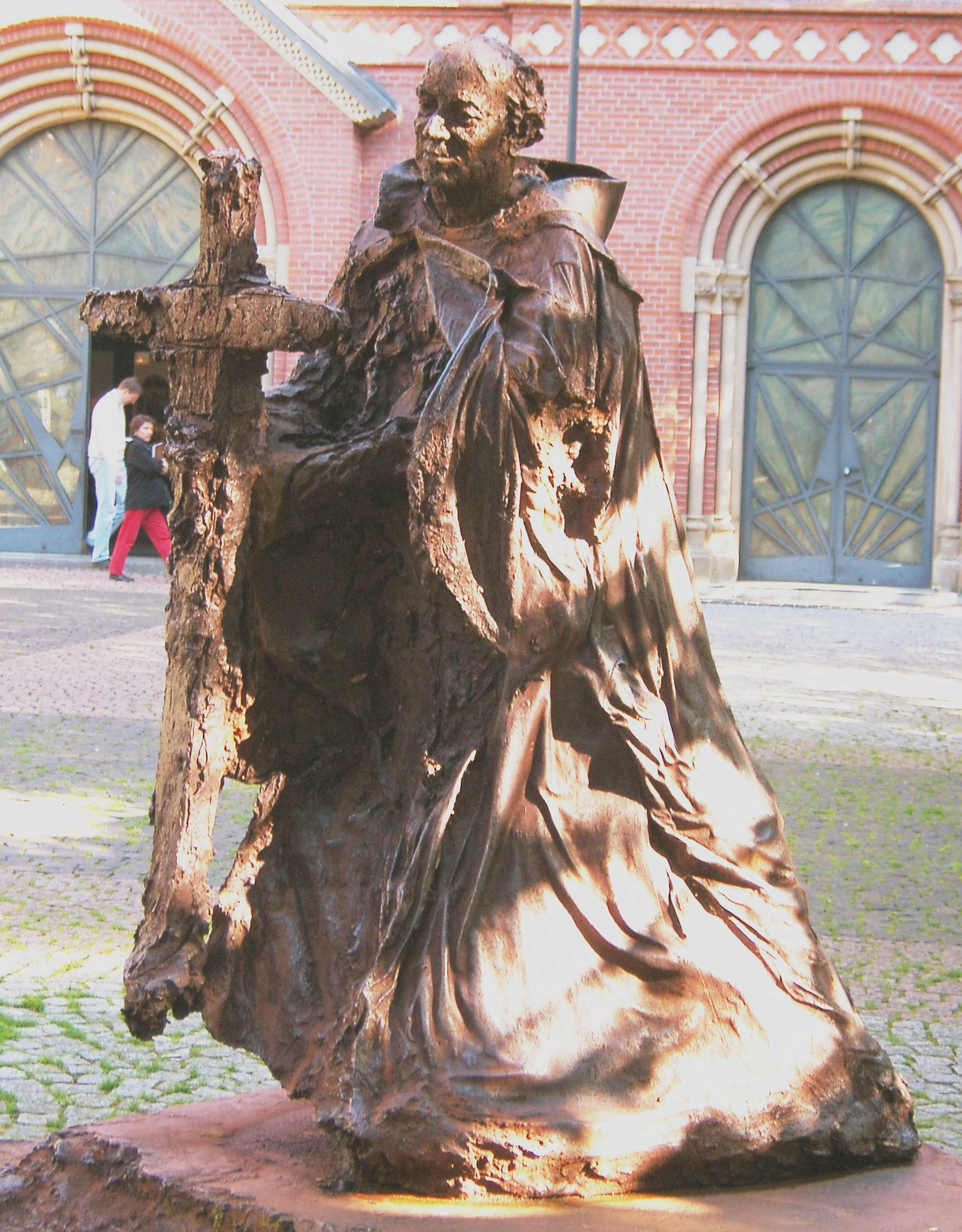
Pomnik św. Ansgara

W 2000 z okazji obchodów tradycyjnego Dnia Katolika w Hamburgu odsłonięto na placu Katedralnym pomnik św. Ansgara. Dzieło to stanowiło prezent diecezji mogunckiej dla archidiecezji hamburskiej, a wykonał je moguncki rzeźbiarz Karl-Heinz Oswald.
Oswald podczas pracy nad rzeźbą zrezygnował z triumfalizmu i gloryfikacji na rzecz normalności. Przedstawił św. Ansgara jako zwykłego człowieka w zakonnym habicie. Materiał, którego użyto do wykonania rzeźby, żelazo, miał podkreślać rodzimość rzeźby.
Podczas modernizacji katedry postanowiono również przekształcić plac Katedralny. Zadania tego podjął się znany szwajcarski architekt Mario Botta.

## Katolicy w Hamburgu
Na początku XIX w. w Hamburgu mieszkało kilkuset katolików. W następstwie industrializacji miasta i rozbudowy portu liczba ta wzrosła do ok. 22 000 w 1878 i do 51 000 w 1910 – 5% całej populacji miasta.
W 1931 wśród 1201782 mieszkańców Hamburga było 66 782 katolików.
W 1988 w Hamburgu mieszkało ok. 140 000 katolików a w 1991 – 180 479; liczba ta utrzymała się w następnych latach.
Cudzoziemcy stanowią ok. 14,2% ludności Hamburga, a wśród katolików odsetek ten sięga 25,9%. Katolicy hamburscy wywodzą się spośród 159 narodowości.
Największe spośród nich, portugalska (ok. 10 000 członków) i chorwacka (również ok. 10 000 członków), mają w każdą niedzielę nabożeństwa w ojczystych językach.